# Thecocarcelia melanohalterata
Thecocarcelia melanohalterata är en tvåvingeart som beskrevs av Chao och Jin 1984. Thecocarcelia melanohalterata ingår i släktet Thecocarcelia och familjen parasitflugor. Inga underarter finns listade i Catalogue of Life.